# Épisodes de Pan Am
Cet article présente les épisodes de la série télévisée américaine Pan Am.

## Généralités
- Cette unique saison est composée de 14 épisodes. ABC n'a commandé qu'un épisode supplémentaire le 29 novembre 2011[1].
- Au Canada, la série était diffusée en simultané sur le réseau CTV.

## Distribution

### Acteurs principaux
- Christina Ricci (VF : Caroline Darchen) : Margaret « Maggie » Ryan
- Margot Robbie (VF : Caroline Klaus) : Laura Cameron ; la sœur cadette de Kate
- Michael Mosley (VF : Philippe Bozo) : Ted Vanderway
- Mike Vogel (VF : Sylvain Agaësse) : Dean Lowrey
- Karine Vanasse (VF : elle-même) : Colette Valois
- Kelli Garner (VF : Noémie Orphelin) : Kate Cameron, sœur de Laura

### Invités
- Annabelle Wallis (VF : Julia Vaidis-Bogard) : Bridget Pierce
- Jeremy Davidson (en) (VF : Jérémie Covillault) : Richard Parks
- Kal Parekh (en) (VF : Emmanuel Lemire) : Sanjeev
- David Harbour (VF : Patrick Delage) : Roger Anderson
- Colin Donnell (VF : Alexandre Cross) : Mike Ruskin
- Jay O. Sanders (VF : Philippe Dumond) : Douglas Vanderway
- Goran Višnjić (VF : Stéphane Ronchewski) : Niko Lonza
- Veanne Cox : Madame Havemeyer
- Erin Cummings (VF : Laurence Bréheret) : Ginny Saddler
- Scott Cohen (VF : Guillaume Lebon) : Everett Henson
- Chris Beetem (en) (VF : Benoît Du Pac) : Député Christopher Rawlings
- Darren Pettie (VF : Pierre Dourlens) : Capitaine George Broyles
- Ashley Greene (VF : Caroline Victoria) : Amanda Mason
- Gaius Charles : Joe (épisode 7)
- Aarón Díaz : Miguel (épisode 8)
- Piter Marek : Omar (épisodes 13 et 14)

## Épisodes

### Épisode 1:Embarquement immédiat
- États-Unis /  Canada : 25 septembre 2011 sur ABC / CTV[2]
- Belgique : 7 mai 2012 sur BeTV[3]
- Québec : 7 septembre 2012 sur V[4]
- France : 13 décembre 2012 sur HD1[5]

- États-Unis : 11,06 millions de téléspectateurs[6] (première diffusion)
- Canada : 1,907 million de téléspectateurs[7]

- David Harbour (Sabel/Anderson)
- Jeremy Davidson (Handsome Stranger/Richard)
- Annabelle Wallis (Bridget Pierce)
- Will Chase (John)
- Veanne Cox (Miss Havemeyer)
- C.J. Wilson (Howard)
- Kate Jennings Grant (Judith)
- Hope Allen (Evelyn)

### Épisode 2:Paris sera toujours Paris
- États-Unis /  Canada : 2 octobre 2011 sur ABC / CTV
- Belgique : 7 mai 2012 sur BeTV[3]
- Québec : 14 septembre 2012 sur V
- France : 13 décembre 2012 sur HD1

- États-Unis : 7,76 millions de téléspectateurs[8] (première diffusion)
- Canada : 1,435 million de téléspectateurs[9]

- Annabelle Wallis (Bridget)
- William Abadie (Gasper)
- Remy Auberjonois (Walter)
- Veanne Cox (Miss Havemeyer)
- Jeremy Davidson (Richard)
- Kate Jennings Grant (Judith)
- Peter Simon Hilton (the British stranger)
- Cheryl Horne (the female passenger)
- David Lavine (the scheduler)
- Kal Parekh (Sanjeev)
- Mark Sullivan (Greg)

### Épisode 3:Escale à Berlin
- États-Unis /  Canada : 9 octobre 2011 sur ABC / CTV
- Belgique : 14 mai 2012 sur BeTV[10]
- Québec : 21 septembre 2012 sur V

- États-Unis : 6,38 millions de téléspectateurs[11] (première diffusion)

- David Harbour (Roger Anderson)
- Mark Boyett (the liaison)
- Colin Donnell (Mike Rosen)
- Ed Moran (Channing)
- Erik Parillo (Peter Newberry)
- Preston Simpson (Otto Rotengen)
- Victor Slezak (George Manchester)
- Auden Thornton (Anke)

### Épisode 4:Sous le soleil de Birmanie
- États-Unis /  Canada : 16 octobre 2011 sur ABC / CTV
- Belgique : 14 mai 2012 sur BeTV[10]
- Québec : 28 septembre 2012 sur V
- France : 20 décembre 2012 sur HD1

- États-Unis : 5,84 millions de téléspectateurs[12] (première diffusion)
- Canada : 1,458 million de téléspectateurs[13]

- Jeremy Davidson (Richard Anderson)
- Jay O. Sanders (Douglas Vanderway)
- C.J. Wilson (Howard)

### Épisode 5:Escapade à Monte-Carlo
- États-Unis /  Canada : 23 octobre 2011 sur ABC / CTV
- Belgique : 21 mai 2012 sur BeTV[14]
- Québec : 5 octobre 2012 sur V
- France : 20 décembre 2012 sur HD1

- États-Unis : 5,68 millions de téléspectateurs[15] (première diffusion)
- Canada : 1,439 million de téléspectateurs[16]

- Goran Visnjic (Niko Lonza)
- Erin Cummings (Ginny)
- Barbara Schulz (Lena Bracca)
- Scott Cohen (Everett Henson)
- David Harbour (Roger Anderson)
- Jon Fletcher (Murphy)
- Alexander Blaise (Philippe)

### Épisode 6:Du rififi à Rio
- États-Unis /  Canada : 30 octobre 2011 sur ABC / CTV
- Belgique : 21 mai 2012 sur BeTV[14]
- Québec : 12 octobre 2012 sur V

- États-Unis : 5,46 millions de téléspectateurs[17] (première diffusion)
- Canada : 1,394 million de téléspectateurs[18]

- Goran Visnjic (Niko Lonza)
- Erin Cummings (Ginny Saddler)
- Scott Cohen (Everett Henson)
- Kal Parekh (Sanjeev)
- Bill Heck (Graham)
- Jeremy Davidson (Richard)
- Veanne Cox (Miss Havemeyer)
- Richard Topol (Professor Kolker)
- Midori Tashima Nakamura (Mrs. Land)

### Épisode 7:Romance à Rome
- États-Unis /  Canada : 12 février 2012 sur ABC / CTV
- Belgique : 28 mai 2012 sur BeTV[19]
- Québec : 19 octobre 2012 sur V
- France : 27 décembre 2012 sur HD1

- États-Unis : 2,57 millions de téléspectateurs[20] (première diffusion)

- Goran Visnjic (Niko Lonza)
- Erin Cummings (Ginny Saddler)
- Bill Heck (Graham)
- Lance Chantiles-Wertz (Charlie)

### Épisode 8:Au cœur de New York
- États-Unis /  Canada : 6 novembre 2011 sur ABC / CTV
- Belgique : 28 mai 2012 sur BeTV[19]
- Québec : 26 octobre 2012 sur V
- France : 27 décembre 2012 sur HD1

- États-Unis : 5,17 millions de téléspectateurs[23] (première diffusion)

- Goran Visnjic (Niko Lonza)
- Gaius Charles (Joe)
- Jeremy Davidson (Richard)

### Épisode 9:Nuit blanche en Haiti
- États-Unis /  Canada : 13 novembre 2011 sur ABC / CTV
- Belgique : 4 juin 2012 sur BeTV[24]
- Québec : 2 novembre 2012 sur V
- France : 27 décembre 2012 sur HD1

- États-Unis : 5,64 millions de téléspectateurs[25] (première diffusion)

Aaron Diaz (Miguel)

### Épisode 10:Entente cordiale à Londres
- États-Unis /  Canada : 4 décembre 2011 sur ABC / CTV
- Belgique : 4 juin 2012 sur BeTV[24]
- Québec : 9 novembre 2012 sur V

- États-Unis : 4,65 millions de téléspectateurs[26] (première diffusion)
- Canada : 1,18 million de téléspectateurs[27]

- Ashley Greene (Amanda Mason)
- David Harbour (Anderson)
- Chris Beetem (en) (Chris Rawlings)
- John Bedford Lloyd (Captain Dennis)
- Damian Young (Mr. Bolger)
- Jim Coope (Bill Lowrey)
- Ann Dowd (Marjorie Lowrey)

### Épisode 11:Changement de cap
- États-Unis /  Canada : 8 janvier 2012 sur ABC / CTV
- Belgique : 11 juin 2012 sur BeTV[28]
- Québec : 16 novembre 2012 sur V

- États-Unis : 3,96 millions de téléspectateurs[29] (première diffusion)

- Ashley Greene (Amanda Mason)
- David Harbour (Anderson)
- Chris Beetem (en) (Chris Rawlings)
- Jeremy Richardson (Richard)
- Colin Donnell (Mike Ruskin)
- Cameron Pow (Desk Clerk)
- Jay O. Sanders (Douglas Vanderway)
- Damian Young (Mr. Bolger)
- Mark Zeisler (MI6 superior)

### Épisode 12:Premier vol pour Moscou
- États-Unis : 15 janvier 2012 sur ABC
- Canada : 17 janvier 2012 sur CTV
- Belgique : 11 juin 2012 sur BeTV[28]
- Québec : 23 novembre 2012 sur V

- États-Unis : 3,82 millions de téléspectateurs[30] (première diffusion)

- Ashley Greene (Amanda Mason)
- Darren Pettie (George Broyles)
- Chris Beetem (en) (Jack Rawlings)
- Lisa Bostnar (Olga)
- Jeremy Davidson (Richard)
- Eugene Dmitriv (KGB minder)
- Colin Donnell (Mike Ruskin)
- Daniel Oreskes (Yuri)
- Sofia Sokolov (Anastasia)
- Jakon Von Eichel (Ivan Kabakov)
- Annabelle Wallis (Bridget)

### Épisode 13:Envol princier
- États-Unis : 22 janvier 2012 sur ABC
- Canada : 24 janvier 2012 sur CTV
- Belgique : 18 juin 2012 sur BeTV[31]
- Québec : 30 novembre 2012 sur V
- France : 10 janvier 2013 sur HD1

- États-Unis : 3,74 millions de téléspectateurs[32] (première diffusion)

- Ashley Greene (Amanda Mason)
- Darren Pettie (George Broyles)
- Vincenzo Amato (Alessandro)
- Jayce Bartok (Boho guy)
- Davide Borella (Carabinieri)
- Jeremy Davidson (Richard)
- Tom Lipinski (Stefan)
- Rodrigo Lopresti (male art patron)
- Mark Lotito (umbrella man)
- Piter Marek (Omar)
- Julia Taylor Ross (female art patron)
- Tom Titone (customs official)

### Épisode 14:Nouveaux horizons
- États-Unis /  Canada : 19 février 2012 sur ABC / CTV
- Belgique : 18 juin 2012 sur BeTV[31]
- Québec : 7 décembre 2012 sur V
- France : 10 janvier 2013 sur HD1

- États-Unis : 3,88 millions de téléspectateurs[33] (première diffusion)

- Ashley Greene (Amanda Mason)
- Darren Pettie (George Broyles)
- Mark Blum (Captain Jackson)
- Pedro Carmo (Roberto)
- Jeremy Davidson (Richard)
- David Harbour (Roger Anderson)
- Piter Marek (Omar)
- Haythem Noor (Andre)
- Kal Parekh (Sanjeev)
- David Pittu (Base Manager)
- Jonathan Raviv (Josefo)
- Jay O. Sanders (Douglas Vanderway)

L'année 1963 s'achève et le mariage de Ted et Amanda se précise, poussant celui-ci à questionner la nature de ses sentiments envers Laura. Mais cette fin d'année est plus grave pour Dean qui reçoit une mise à pied, une commission d'enquête voulant étudier son comportement lors de l'escale d'urgence à Haïti. Pendant ce temps, Kate reçoit la visite de Richard qui s'est fait tirer dessus, une taupe au sein de la CIA essayant de récupérer un microfilm qu'il a en sa possession. Colette accepte un rendez-vous avec Omar et apprend plusieurs détails de son passé.